# Cronologia da história de Trindade (Goiás)
A tabela a seguir contém a cronologia da história de Trindade, ou seja, os principais fatos e acontecimentos ocorridos no município brasileiro supracitado, localizado na região metropolitana de Goiânia, no estado de Goiás, desde os primórdios de sua ocupação.

## Cronologia
| Cronologia histórica de Trindade | | |
| Data                             | Fato | Imagens |
| Século XVI                       | Expedições são realizadas pelos bandeirantes à procura de metais preciosos em torno da região. | Medalhão com ilustração do Divino Pai Eterno, encontrado por Ana Rosa e Constantino Xavier, às margens do Córrego Barro Preto. Capela de folhas de buriti, construída em 1840. Padres alemães redentoristas de Baviera. Igreja Matriz de Trindade em 1920. Ainda não finalizado, Santuário Basílica do Divino Pai Eterno. Parque instalado durante a Festa do Divino Pai Eterno. Trindade em 2012. |
| Em torno de 1840                 | O alferes Joaquim Gomes da Silva constrói a primeira capela dedicada à Nossa Senhora da Conceição. Os garimpeiros Ana Rosa e Constantino Xavier se mudam para a região.                                                                 | Medalhão com ilustração do Divino Pai Eterno, encontrado por Ana Rosa e Constantino Xavier, às margens do Córrego Barro Preto. Capela de folhas de buriti, construída em 1840. Padres alemães redentoristas de Baviera. Igreja Matriz de Trindade em 1920. Ainda não finalizado, Santuário Basílica do Divino Pai Eterno. Parque instalado durante a Festa do Divino Pai Eterno. Trindade em 2012. |
| 1843                             | Próximo ao Córrego Barro Preto, Ana Rosa e Constantino Xavier encontram o medalhão com a ilustração da Santíssima Trindade. | Medalhão com ilustração do Divino Pai Eterno, encontrado por Ana Rosa e Constantino Xavier, às margens do Córrego Barro Preto. Capela de folhas de buriti, construída em 1840. Padres alemães redentoristas de Baviera. Igreja Matriz de Trindade em 1920. Ainda não finalizado, Santuário Basílica do Divino Pai Eterno. Parque instalado durante a Festa do Divino Pai Eterno. Trindade em 2012. |
| 1848                             | É construída uma capela coberta por flores de buriti, na atual região da Igreja Matriz de Trindade, onde ficaria exposto o medalhão encontrado pelos garimpeiros. Assim, inicia-se a romaria em adoração à figura do Divino Pai Eterno. | Medalhão com ilustração do Divino Pai Eterno, encontrado por Ana Rosa e Constantino Xavier, às margens do Córrego Barro Preto. Capela de folhas de buriti, construída em 1840. Padres alemães redentoristas de Baviera. Igreja Matriz de Trindade em 1920. Ainda não finalizado, Santuário Basílica do Divino Pai Eterno. Parque instalado durante a Festa do Divino Pai Eterno. Trindade em 2012. |
| Por volta de 1850                | José Joaquim da Veiga Vale, escultor pirenopolino, produz uma réplica maior do medalhão, a qual é exposta na capela, que se tornaria igreja.                                                                                            | Medalhão com ilustração do Divino Pai Eterno, encontrado por Ana Rosa e Constantino Xavier, às margens do Córrego Barro Preto. Capela de folhas de buriti, construída em 1840. Padres alemães redentoristas de Baviera. Igreja Matriz de Trindade em 1920. Ainda não finalizado, Santuário Basílica do Divino Pai Eterno. Parque instalado durante a Festa do Divino Pai Eterno. Trindade em 2012. |
| Final do século XIX              | Eduardo Duarte e Silva nomeia Francisco Inácio de Sousa como administrador das instituições religiosas do então Distrito de Barro Preto (atual Trindade).                                                                               | Medalhão com ilustração do Divino Pai Eterno, encontrado por Ana Rosa e Constantino Xavier, às margens do Córrego Barro Preto. Capela de folhas de buriti, construída em 1840. Padres alemães redentoristas de Baviera. Igreja Matriz de Trindade em 1920. Ainda não finalizado, Santuário Basílica do Divino Pai Eterno. Parque instalado durante a Festa do Divino Pai Eterno. Trindade em 2012. |
| 12 de dezembro de 1894           | Padres alemães redentoristas, naturais de Baviera, se instalam no distrito para organizar a romaria. | Medalhão com ilustração do Divino Pai Eterno, encontrado por Ana Rosa e Constantino Xavier, às margens do Córrego Barro Preto. Capela de folhas de buriti, construída em 1840. Padres alemães redentoristas de Baviera. Igreja Matriz de Trindade em 1920. Ainda não finalizado, Santuário Basílica do Divino Pai Eterno. Parque instalado durante a Festa do Divino Pai Eterno. Trindade em 2012. |
| 1900                             | O coronel Anacleto Gonçalves entra em conflito com os padres que, por sua vez, saem da região. | Medalhão com ilustração do Divino Pai Eterno, encontrado por Ana Rosa e Constantino Xavier, às margens do Córrego Barro Preto. Capela de folhas de buriti, construída em 1840. Padres alemães redentoristas de Baviera. Igreja Matriz de Trindade em 1920. Ainda não finalizado, Santuário Basílica do Divino Pai Eterno. Parque instalado durante a Festa do Divino Pai Eterno. Trindade em 2012. |
| 1901                             | A romaria é transferida para Campininhas das Flores, não satisfazendo autoridades eclesiásticas. | Medalhão com ilustração do Divino Pai Eterno, encontrado por Ana Rosa e Constantino Xavier, às margens do Córrego Barro Preto. Capela de folhas de buriti, construída em 1840. Padres alemães redentoristas de Baviera. Igreja Matriz de Trindade em 1920. Ainda não finalizado, Santuário Basílica do Divino Pai Eterno. Parque instalado durante a Festa do Divino Pai Eterno. Trindade em 2012. |
| 1907                             | Os padres redentoristas retornam ao distrito e ordenam a realização da romaria em Barro Preto. | Medalhão com ilustração do Divino Pai Eterno, encontrado por Ana Rosa e Constantino Xavier, às margens do Córrego Barro Preto. Capela de folhas de buriti, construída em 1840. Padres alemães redentoristas de Baviera. Igreja Matriz de Trindade em 1920. Ainda não finalizado, Santuário Basílica do Divino Pai Eterno. Parque instalado durante a Festa do Divino Pai Eterno. Trindade em 2012. |
| 1907                             | Campinas é elevada à condição de município. O distrito de Barro Preto é incorporado ao novo município. | Medalhão com ilustração do Divino Pai Eterno, encontrado por Ana Rosa e Constantino Xavier, às margens do Córrego Barro Preto. Capela de folhas de buriti, construída em 1840. Padres alemães redentoristas de Baviera. Igreja Matriz de Trindade em 1920. Ainda não finalizado, Santuário Basílica do Divino Pai Eterno. Parque instalado durante a Festa do Divino Pai Eterno. Trindade em 2012. |
| 12 de março de 1909              | Barro Preto muda de nome para Trindade, ainda subordinada a Campinas, consoante lei municipal nº 5. | Medalhão com ilustração do Divino Pai Eterno, encontrado por Ana Rosa e Constantino Xavier, às margens do Córrego Barro Preto. Capela de folhas de buriti, construída em 1840. Padres alemães redentoristas de Baviera. Igreja Matriz de Trindade em 1920. Ainda não finalizado, Santuário Basílica do Divino Pai Eterno. Parque instalado durante a Festa do Divino Pai Eterno. Trindade em 2012. |
| 1912                             | Inauguração da Igreja Matriz de Trindade, de estilo barroco, pelo padre Antão Jorge. A romaria, portanto, tem um novo destino. | Medalhão com ilustração do Divino Pai Eterno, encontrado por Ana Rosa e Constantino Xavier, às margens do Córrego Barro Preto. Capela de folhas de buriti, construída em 1840. Padres alemães redentoristas de Baviera. Igreja Matriz de Trindade em 1920. Ainda não finalizado, Santuário Basílica do Divino Pai Eterno. Parque instalado durante a Festa do Divino Pai Eterno. Trindade em 2012. |
| 16 de julho de 1920              | Fundação de Trindade, elevada à vila, pela lei estadual nº 662. | Medalhão com ilustração do Divino Pai Eterno, encontrado por Ana Rosa e Constantino Xavier, às margens do Córrego Barro Preto. Capela de folhas de buriti, construída em 1840. Padres alemães redentoristas de Baviera. Igreja Matriz de Trindade em 1920. Ainda não finalizado, Santuário Basílica do Divino Pai Eterno. Parque instalado durante a Festa do Divino Pai Eterno. Trindade em 2012. |
| 31 de agosto de 1920             | Emancipação política de Trindade do município de Campinas. | Medalhão com ilustração do Divino Pai Eterno, encontrado por Ana Rosa e Constantino Xavier, às margens do Córrego Barro Preto. Capela de folhas de buriti, construída em 1840. Padres alemães redentoristas de Baviera. Igreja Matriz de Trindade em 1920. Ainda não finalizado, Santuário Basílica do Divino Pai Eterno. Parque instalado durante a Festa do Divino Pai Eterno. Trindade em 2012. |
| 31 de agosto de 1920             | É empossado Anacleto Gonçalves, primeiro prefeito de Trindade. | Medalhão com ilustração do Divino Pai Eterno, encontrado por Ana Rosa e Constantino Xavier, às margens do Córrego Barro Preto. Capela de folhas de buriti, construída em 1840. Padres alemães redentoristas de Baviera. Igreja Matriz de Trindade em 1920. Ainda não finalizado, Santuário Basílica do Divino Pai Eterno. Parque instalado durante a Festa do Divino Pai Eterno. Trindade em 2012. |
| 20 de julho de 1927              | Recebe o título de cidade pela lei estadual nº 825. | Medalhão com ilustração do Divino Pai Eterno, encontrado por Ana Rosa e Constantino Xavier, às margens do Córrego Barro Preto. Capela de folhas de buriti, construída em 1840. Padres alemães redentoristas de Baviera. Igreja Matriz de Trindade em 1920. Ainda não finalizado, Santuário Basílica do Divino Pai Eterno. Parque instalado durante a Festa do Divino Pai Eterno. Trindade em 2012. |
| 31 de outubro de 1938            | Retorna a condição de distrito, agora da atual capital de Goiás, Goiânia. | Medalhão com ilustração do Divino Pai Eterno, encontrado por Ana Rosa e Constantino Xavier, às margens do Córrego Barro Preto. Capela de folhas de buriti, construída em 1840. Padres alemães redentoristas de Baviera. Igreja Matriz de Trindade em 1920. Ainda não finalizado, Santuário Basílica do Divino Pai Eterno. Parque instalado durante a Festa do Divino Pai Eterno. Trindade em 2012. |
| 31 de dezembro de 1943           | Seu território é desmembrado de Goiânia. | Medalhão com ilustração do Divino Pai Eterno, encontrado por Ana Rosa e Constantino Xavier, às margens do Córrego Barro Preto. Capela de folhas de buriti, construída em 1840. Padres alemães redentoristas de Baviera. Igreja Matriz de Trindade em 1920. Ainda não finalizado, Santuário Basílica do Divino Pai Eterno. Parque instalado durante a Festa do Divino Pai Eterno. Trindade em 2012. |
| 31 de dezembro de 1943           | Lançamento da pedra fundamental do Santuário Basílica do Divino Pai Eterno pelo arcebispo Emanuel Gomes de Oliveira, da arquidiocese de Goiânia, em comemoração ao centenário da descoberta do medalhão.                                | Medalhão com ilustração do Divino Pai Eterno, encontrado por Ana Rosa e Constantino Xavier, às margens do Córrego Barro Preto. Capela de folhas de buriti, construída em 1840. Padres alemães redentoristas de Baviera. Igreja Matriz de Trindade em 1920. Ainda não finalizado, Santuário Basílica do Divino Pai Eterno. Parque instalado durante a Festa do Divino Pai Eterno. Trindade em 2012. |
| 1950                             | Inauguração da Vila São Cottolengo. | Medalhão com ilustração do Divino Pai Eterno, encontrado por Ana Rosa e Constantino Xavier, às margens do Córrego Barro Preto. Capela de folhas de buriti, construída em 1840. Padres alemães redentoristas de Baviera. Igreja Matriz de Trindade em 1920. Ainda não finalizado, Santuário Basílica do Divino Pai Eterno. Parque instalado durante a Festa do Divino Pai Eterno. Trindade em 2012. |
| 1963                             | Anexação de Campestre de Goiás como distrito; mas, no mesmo ano, é desmembrado. | Medalhão com ilustração do Divino Pai Eterno, encontrado por Ana Rosa e Constantino Xavier, às margens do Córrego Barro Preto. Capela de folhas de buriti, construída em 1840. Padres alemães redentoristas de Baviera. Igreja Matriz de Trindade em 1920. Ainda não finalizado, Santuário Basílica do Divino Pai Eterno. Parque instalado durante a Festa do Divino Pai Eterno. Trindade em 2012. |
| 1974                             | Inauguração do Santuário Basílica do Divino Pai Eterno. | Medalhão com ilustração do Divino Pai Eterno, encontrado por Ana Rosa e Constantino Xavier, às margens do Córrego Barro Preto. Capela de folhas de buriti, construída em 1840. Padres alemães redentoristas de Baviera. Igreja Matriz de Trindade em 1920. Ainda não finalizado, Santuário Basílica do Divino Pai Eterno. Parque instalado durante a Festa do Divino Pai Eterno. Trindade em 2012. |
| 6 de maio de 2016                | Trindade recebe o revezamento da tocha dos Jogos Olímpicos de Verão. | Medalhão com ilustração do Divino Pai Eterno, encontrado por Ana Rosa e Constantino Xavier, às margens do Córrego Barro Preto. Capela de folhas de buriti, construída em 1840. Padres alemães redentoristas de Baviera. Igreja Matriz de Trindade em 1920. Ainda não finalizado, Santuário Basílica do Divino Pai Eterno. Parque instalado durante a Festa do Divino Pai Eterno. Trindade em 2012. |